# Powiat Kawanabe
Powiat Kawanabe (jap. 川辺郡 Kawanabe-gun) – dawny powiat w Japonii, w prefekturze Kagoshima. Z dniem 1 stycznia 2007 roku liczył 27 801 mieszkańców i zajmował powierzchnię 247,54 km².

## Historia[2]

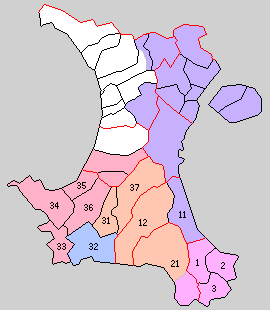
12. Chiran, 31. Katsume, 32. Higashiminakata, 33. Nishiminakata, 34. Nishikaseda, 35. Higashikaseda, 36. Kaseda, 37. Kawanabe (1889 r.)

Powiat Kawanabe był częścią prowincji Satsuma.
- Powiat został założony 17 lutego 1879 roku. Wraz z utworzeniem nowego systemu administracyjnego 1 kwietnia 1889 roku powiat Kawanabe został podzielony na 7 wiosek: Katsume, Higashiminakata, Nishiminakata, Nishikaseda, Higashikaseda, Kaseda, Kawanabe[3].
- 1 kwietnia 1897 – powiat Kawanabe powiększył się o wioskę z powiatu Kiire – Chiran. (8 wiosek)
- 1 stycznia 1923 – wioska Nishikaseda zmieniła nazwę na Kasasa (jap. 笠砂村).
- 1 lipca 1923 – wioska Higashiminakata zdobyła status miejscowości i zmieniła nazwę na Makurazaki. (1 miejscowość, 7 wiosek)
- 13 października 1923 – wioska Kawanabe zdobyła status miejscowości. (2 miejscowości, 6 wiosek)
- 1 stycznia 1924 – wioska Kaseda zdobyła status miejscowości. (3 miejscowości, 5 wiosek)
- 1 stycznia 1925 – wioska Higashikaseda zdobyła status miejscowości i zmieniła nazwę na Bansei (jap. 万世町). (4 miejscowości, 4 wioski)
- 1 kwietnia 1932 – wioska Chiran zdobyła status miejscowości. (5 miejscowości, 3 wioski)
- 10 listopada 1940 – wioska Kasasa zdobyła status miejscowości i zmieniła nazwę na Kasasa (jap. 笠沙町). (6 miejscowości, 2 wioski)
- 1 września 1949 – miejscowość Makurazaki zdobyła status miasta. (5 miejscowości, 2 wioski)
- 1 kwietnia 1951 – w wyniku wydzielenia części wsi Kasasa powstała wioska Ōura. (5 miejscowości, 3 wioski)
- 15 października 1953 – wioska Nishiminakata zmieniła nazwę na Bōnotsu.
- 15 lipca 1954 – miejscowość Kaseda połączyła się z miejscowością Bansei i zdobyła status miasta. (3 miejscowości, 3 wioski)
- 1 listopada 1955 – wioska Bōnotsu zdobyła status miasta. (4 miejscowości, 2 wioski)
- 1 września 1956 – miejscowość Kawanabe powiększyła się o teren wsi Katsume. (4 miejscowości, 1 wioska)
- 1 listopada 1961 – wioska Ōura zdobyła status miejscowości. (5 miejscowości)
- 7 listopada 2005 – w wyniku połączenia miejscowości Kasasa, Ōura, Bōnotsu i miasta Kaseda powstało miasto Minamisatsuma. (2 miejscowości)
- 1 grudnia 2007 – w wyniku połączenia miasteczek Chiran, Kawanabe i Ei (z powiatu Ibusuki) powstało miasto Minamikyūshū. W wyniku tego połączenia powiat został rozwiązany.